# 腰物奉行
腰物奉行（こしものぶぎょう）は、江戸幕府における職名の1つ。御腰物奉行とも書かれる。古くは御腰物頭・御腰物番頭と呼ばれた。
将軍の佩刀や装身具、および諸侯から献上された刀剣や、諸侯に下賜する太刀・刀・脇差などの一切を掌る。
若年寄支配で、定員2名。家格が200石から1000石の者が選ばれ、焼火之間詰。配下に組頭（役料100俵）2人、腰物方（200俵高）15 - 16人がおり、他に腰物持と、腰物奉行同心が10人属した。

## 刀剣の試し斬り
刀の試し斬りも担当したが、実際の試刀は山田浅右衛門に依頼して、死罪と決定された罪人を斬らせることで行った。牢屋奉行などと共に立会い検分をした後、刀の切れ味を将軍に報告した。
試し斬りを拝命して、これを町奉行に伝え、協議して日時を決める。斬首の執行はすべて牢屋敷に行なわれた。

## 沿革
承応2年（1653年）10月15日に押田三次郎がこの職に就いたのが始まり。
寛文6年（1666年）には役料400俵であったが、天和2年（1682年）に廃止。享保8年（1723年）700石高の職となる。
元禄14年（1701年）、腰物頭は腰物奉行に、それまで腰物奉行と呼ばれていた職務は腰物方に、それぞれ改称。
慶応2年（1866年）に、腰物方とともに腰物奉行は廃職となり、その職務は納戸方が兼務することとなった。